# Lipotriches obscura
Lipotriches obscura là một loài Hymenoptera trong họ Halictidae. Loài này được Benoist mô tả khoa học năm 1964.